# U.S. Pro Tennis Championships 1971
Lo U.S. Pro Tennis Championships 1971  è stato un torneo di tennis giocato sul cemento. È stata la 44ª edizione del torneo, che fa parte del World Championship Tennis 1971. Il torneo si è giocato al Longwood Cricket Club di Boston negli USA, dal 2 all'8 agosto 1971.

## Campioni

### Singolare maschile
Ken Rosewall ha battuto in finale  Cliff Drysdale con il punteggio di 6–4, 6–3, 6–0

### Doppio maschile
Roy Emerson /  Rod Laver hanno battuto in finale  Tom Okker /  Marty Riessen con il punteggio di 6–4, 6–4